# Su-17 (航空機・初代)
 Su-17 «R» / Су-17 «Р»
- 用途：戦闘機
- 分類：前線戦闘機
- 設計者： スホーイ設計局
- 製造者：
- 運用者：試作のみ
- 初飛行：1949年
- 運用状況：退役

Su-17(スホーイ17、スホイ17；ロシア語:Су-17スー・スィムナーッツァチ)又は«R»(«Р»エール)は、ソ連のスホーイ設計局で開発された前線戦闘機。

## 概要
1947年に当機は完成したものの、強度不足でフラッターを起こす恐れがあるとしてTsAGIから飛行許可を得られずに終わった。当機の後退翼はテーパーしておらず、その設計自体が強度不足の原因であった。その後当機は強度補強のために局に戻されたが、1949年11月1日に設計局が閉鎖されたため、そのまま開発中止となった。
なお、閉鎖の直接の原因は前作Su-15 «P»の墜落事故だとされるが、それに加えて当機の失敗も非難の対象とされたとも言われているが定かではない。

## スペック
- 全長:15.25 m
- 全幅:9.95 m
- 全高:不明
- 翼面積:27.50 m2
- 空虚重量:6,240 kg
- 運用時重量:7,390 kg
- 最大速度:1,152 km/h
- エンジン:リューリカTR-3ターボジェット(推力45.1 kN) 1基
- 航続距離:1,080 km
- 実用上昇限度:14,500 m
- 上昇力:3.5分(高度10,000 m まで)
- 武装:N-37 37mm機関砲 2門
- 乗員:1名